# Ryszard Skowron
Ryszard Jan Skowron – polski historyk, profesor nauk humanistycznych, wykładowca w Instytucie Historii Wydziału Nauk Społecznych Uniwersytetu Śląskiego.

## Życiorys
Ukończył studia magisterskie w 1980 na Uniwersytecie Jagiellońskim. Obronił pracę doktorską Dyplomaci Polscy w Hiszpanii w XVI i XVII wieku (1994) w Wyższej Szkole Pedagogicznej w Krakowie. Habilitację uzyskał na tej samej uczelni w 2002 na podstawie pracy Olivares, Wazowie i Bałtyk. Polska w polityce zagranicznej Hiszpanii w latach 1621–1632.
W latach 1980–2005 pracownik Państwowych Zbiorów Sztuki Zamku Królewskiego na Wawelu. Aktualnie kierownik Zakładu Historii Nowożytnej XVI–XVIII w Instytucie Historii Uniwersytetu Śląskiego oraz Krakowskiej Akademii im. Frycza Modrzewskiego w Krakowie.
Swoje badania koncentruje na historii Hiszpanii (XVI–XVII wiek) i jej relacjach z Polską (XVI–XIX), historii dyplomacji europejskiej (XVI–XVIII), dziejach ceremoniału dworskiego i królewskiego oraz historii Wawelu.

## Publikacje
- Kalendarium dziejów Wawelu: do roku 1905, Kraków 1990.
- Kontakty Rzeczypospolitej z Półwyspem Iberyjskim (XVI–XVIII w.) w krzywym zwierciadle, Kraków 1996 (wspólnie z Cezarym Tarachą).
- Dyplomaci polscy w Hiszpanii w XVI i XVII wieku, Kraków 1997.
- Wawel: kronika dziejów. T. 1, Od pradziejów do roku 1918, Kraków 2001.
- Olivares, Wazowie i Bałtyk. Polska w polityce zagranicznej Hiszpanii w latach 1621-1632, Kraków 2002.
- Faworyci i opozycjoniści. Król a elity polityczne w Rzeczypospolitej XV–XVIII wieku, Kraków - Zamek Królewski na Wawelu 2006 (wraz z Mariuszem Markiewiczem)